# Fujiwara no Kanesuke
Fujiwara no Kanesuke (藤原 兼 輔, anche 中 納 言 兼 輔, Chūnagon Kanesuke e 堤 中 納 言Tsutsumi Chūnagon; 877 – 933) è stato un poeta giapponese waka del medio periodo Heian.

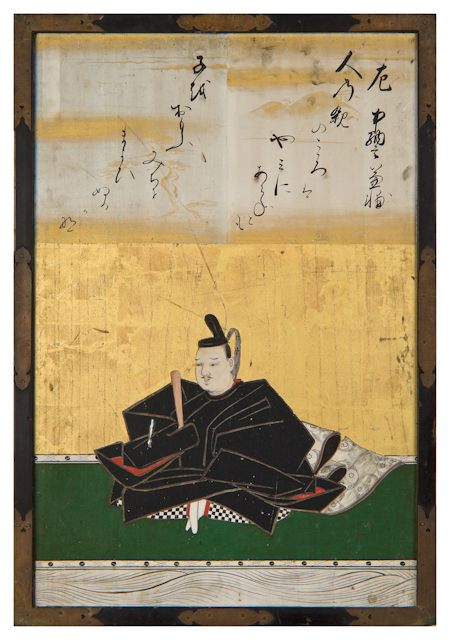
Chūnagon Kanesuke di Kanō Naonobu, 1648

Raggiunse lo Jusanmi (terzo grado minore, nei ranghi di corte), ricoprendo contemporaneamente le posizioni di Chunagon (vice-consigliere di stato) e Uemon no kami (capo della guardia del cancello destro), e poiché la sua residenza era situata lungo la riva del fiume Kamo-gawa (noto anche come "Tsutsumi"), era chiamato Tsutsumi Chunagon. Eccelleva nel comporre poesia e musica waka ed è annoverato tra i Trentasei Immortali della Poesia.
Sua figlia Soshi servì come Koi (dama di compagnia di secondo grado) per l'imperatore Daigo; Soshi diede alla luce il principe imperiale Noriakira.
Suo figlio era Fujiwara no Kiyotada. La sua pronipote Murasaki Shikibu fu l'autore del noto monogatari Genji monogatari.

## Biografia
All'inizio della sua carriera politica nell'898, ottenne solo la posizione di basso rango di ufficiale di terzo grado nella provincia di Sanuki, ma dopo l'ascesa al trono dell'imperatore Daigo, al quale era imparentato per matrimonio, ottenne incarichi di maggiore importanza; nel 903 fu nominato Uchikuranosuke (assistente capo dei magazzini interni del palazzo), promosso a Kuroudo (ufficiale del segretario imperiale) nel 909, ulteriormente promosso a Kurudo gashira (capo del segretariato imperiale) nel 917, seguito da Sangi (consigliere reale) nel 921, Chunagon (vice-consigliere di stato), Jusanmi (Junior Terzo Grado), nel 927 e infine nel 930 ricoprì le cariche sia di Chunagon che di Uemon no kami (Capo della Guardia del Cancello Destro).

## Poesia
Le poesie di Kanesuke sono incluse in diverse antologie di poesia imperiali, tra cui Kokin Wakashū e Gosen Wakashū. Esiste anche una raccolta personale di poesie nota come Kanesuke-shū.